# Proedros
Proeder (grško πρόεδρος [próedros], predsednik, predstojnik) je bil od 10. do sredine 12. stoletja  visok bizantinski dvorni in cerkveni naslov. Ženska oblika naslova je proédrisa (προέδρισσα).

## Dvorni dostojanstvenik
Naslov, ki ga je v 960. letih uvedel Nikifor I. Fokas, je bil prvič podeljen Baziliju Lekapenu, evnuhu parakoimōmenos. Položaj je bil umeščen zelo visoko v dvorno hierarhijo, neposredno pod zoste patrikio in nad magistrom, se pravi da je bil najvišji moški  necesarski naslov. Zgleda, da je bil do 11. stoletja omejen samo na evnuhe, potem pa so ga na veliko podeljevali tudi aristokratom. Nosilec naslova je bil hkrati tudi predsednik bizantinskega senata (ὁ πρόεδρος τῆς συγκλήτου [o próedros tís synklítou]). 
Naslov proeder se je pogosto uporabljal tudi za predsednike uradov, npr. proedros notarioi za protonotarija (prōtonotarios). Ko so v 11. stoletju začeli na široko podeljevati proedrske naslove, so se seveda takoj pojavili naslovi  prōtoproedros (πρωτοπρόεδρος, prvi proeder), s katerimi so naslavljali najvišjega med njimi. V komnenskem obdobju se je naslov skupaj z večino drugih dvornih naslovov postopoma opuščal, dokler ni v 12. stoletju povsem izginil.
Po podatkih v De ceremoniis cesarja Konstantina VII. Porfirogeneta  (vladal 913-959) so oblačila in insignije proedrov v 960. letih izgledale takole:  rožnata, zlato obrobljena tunika, z dragimi kamni obrobljen pas, bel plašč (hlamis), okrašen z zlatimi trakovi in dvema zlatima kvadratoma (tablia) in okraski v obliki bršljanovih listov.

## Cerkveni naslov
Izraz  proeder se je pogosto uporabljal za naslavljanje škofov, ki so bili hkrati predstojniki lokane duhovščine, redko tudi za naslavljanje metropolitov. V 13. stoletju je naslov dobil bolj specifičen pomen: z njim so nekaj časa naslavljali škofe, ki so imeli hkrati tudi sodno oblast nad prostim škofovskim sedežem, kjer so kot proedri  vodili škofijsko  administracijo. Od rednih škofov so se razlikovalo po tem, da niso bili nikoli uradno imenovani za tamkajšnjega škofa. Podobno kot na dvoru so se tudi v Cerkvi s proedrom naslavljali predstojniki skupine uradnikov.

## Vira
- Kazhdan, Alexander, ur. (1991). Oxford Dictionary of Byzantium. New York ; Oxford : Oxford University Press. ISBN 978-0-19-504652-6.
- Spatharakis, Iohannis (1976). The Portrait in Byzantine Illuminated Manuscripts. Leiden, Nizozemska: E. J. Brill. ISBN 978-90-04-04783-9.